# Куп Србије у рагбију 13
Куп Србије у рагбију 13 је најстарије рагби 13 такмичење у Србији. Први Куп Србије одигран је 2001 године у Крушевцу, а први освајач Купа Србије у рагбију 13 био је Рагби клуб Дорћол односно његова "филијала" која се такмичила у рагбију 13 Рагби, клуб Доњи Дорћол. Ова два клуба су се фузионисала 2004. године у један клуб. Дорћол је уједно и досад највише пута освојио Куп Србије.

## Освајачи Купа Србије
| Година | Освајач       |
| 2001.  | Доњи Дорћол   |
| 2002.  | Доњи Дорћол   |
| 2003.  | Доњи Дорћол   |
| 2008.  | Дорћол        |
| 2009.  | Дорћол        |
| 2010.  | Дорћол        |
| 2011.  | Дорћол        |
| 2012.  | Дорћол        |
| 2013.  | Дорћол        |
| 2014.  | Дорћол        |
| 2015.  | Дорћол        |
| 2016.  | Црвена звезда |
| 2017.  | Партизан      |
| 2018.  | Црвена звезда |
| 2019.  | Црвена звезда |
| 2020.  | Црвена звезда |
| 2021.  | Партизан      |
| 2022.  | Партизан      |
| 2023.  | Црвена звезда |